# Moving (노래)
‘Moving’은 잉글랜드의 싱어송라이터 케이트 부시의 노래로 1978년 EMI 레코드를 통해 발매한 첫 번째 정규 음반 “The Kick Inside”에 수록되었다. 부시가 작곡하였으며, 앤드류 파월이 프로듀서로 참여한 노래로, 1978년 2월 6일 EMI 뮤직 재팬을 통해 일본 한정 싱글로 발매되었다. 자신에게 마임을 가르쳐준 선생 린지 켐프에게 헌정하는 노래로 맨 처음 로저 S. 페인이 만든 “Songs of the Humpback Whale”에 수록된 고래의 노래를 샘플링하였다.
부시는 도쿄 뮤직 페스티벌과 BBC의 새터데이 나이츠 앳 더 밀, 그리고 네덜란드의 TV쇼에서 공연하였다.

## 배경

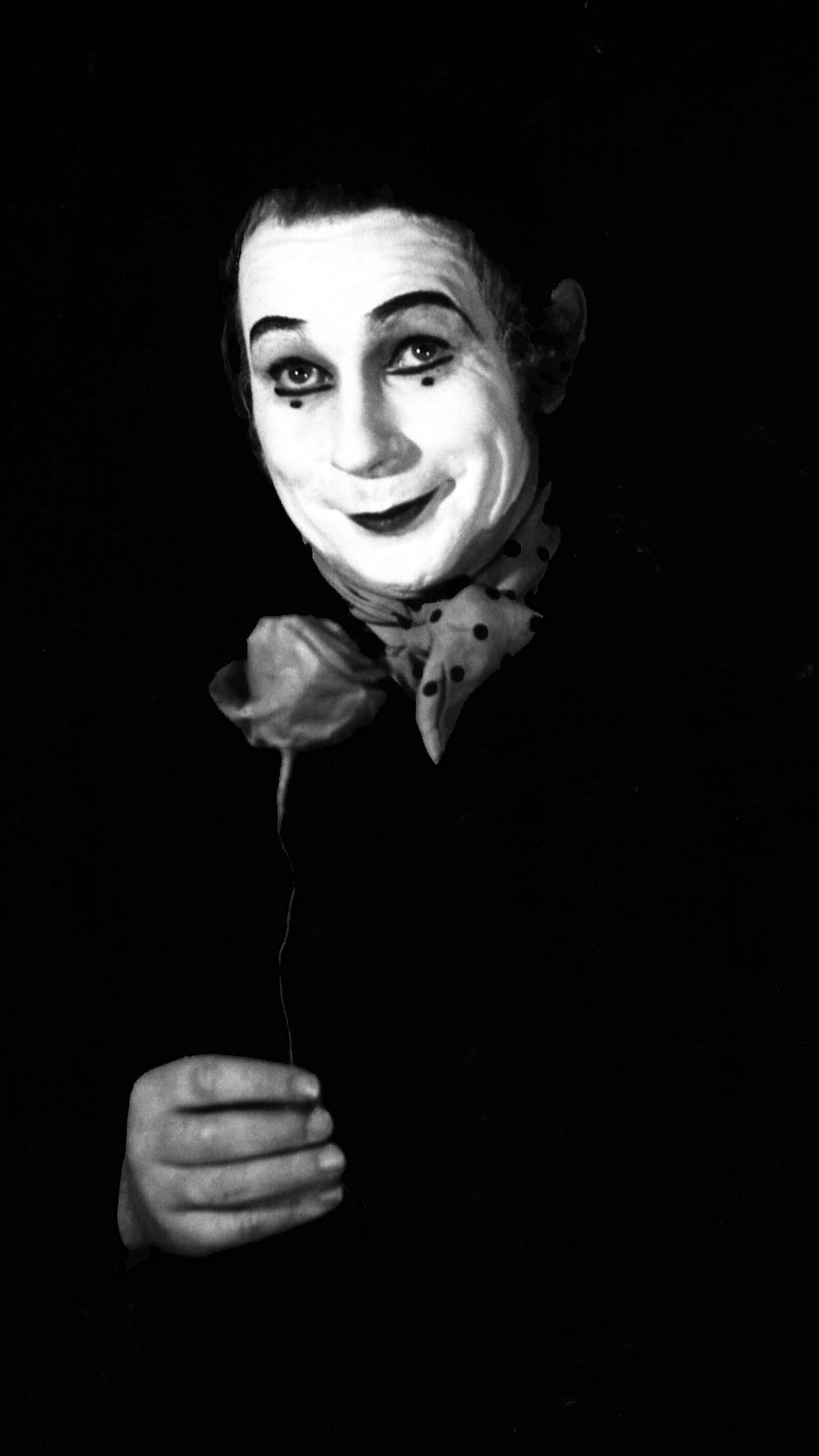
린지 켐프의 모습

케이트 부시는 10대 후반 EMI 레코드와 계약을 맺었다. 길모어가 프로듀서로서 참가하여 데모를 녹음하고 첫 음반을 발매하는 사이 부시는 계속 공부를 하였고, 작곡이 성숙해져다. 한편 부시는 린지 켐프의 플라워스 광고를 본 후 마임 수업을 듣기로 결심하였다. 6개월 후 앤서니 밴 라스트와 함께 현대 무용 수업을 들었다. 부시는 1977년 첫 정규 음반 “The Kick Inside”를 녹음하기 시작하였고, ‘Moving’이란 제목의 켐프 헌정 노래를 만들었다. 부시는 인터뷰에서 "그는 그를 위해 쓴 노래가 필요했다"라고 말하였다. ‘Moving’은 “The Kick Inside”의 홍보를 위해 B 사이드에 ‘Wuthering Heights’을 넣어 1978년 2월 6일 일본에서 한정 싱글로 발매하였다.

## 평가
올뮤직과 빌보드는 “The Kick Inside”의 최고의 곡 중 하나로 ‘Moving’을 꼽았다. ‘Moving’이 오직 일본에서만 판매되었고, 판매량 또한 한정되어 있었기에 상업적으로는 성공하지 못하였으며, 오리콘 싱글 차트 진입에도 실패하였다.

## 커버
타이완의 가수 허여운은 1996년에 발매한 음반 “Tear Sea”에서 ‘放聲大哭’란 이름으로 ‘Moving’을 커버하였다.

## 트랙
7인치 바이닐 싱글
1. Moving – 3:20
2. Wuthering Heights – 4:30

## 참여진
크레딧은 “The Kick Inside”의 라이너 노트에서 발췌하였다.
- 케이트 부시 – 송라이팅, 보컬
- 앤드류 파월 – 프로듀싱
- 스튜어트 엘리엇 – 드럼
- 데이비드 패튼 – 베이스
- 이언 베언슨 – 기타
- 던컨 맥케이 – 전자 피아노

## 참고 문헌
- Moy, Dr. Ron (2013), 《Kate Bush and Hounds of Love》, Ashgate Publishing, Ltd., ISBN 978-1-4094-9370-9